# Achraf Lazaar
Achraf Lazaar (arab. أشرف لزعر, Ashraf Lazʿar; ur. 22 stycznia 1992 w Casablance) – marokański piłkarz występujący na pozycji obrońcy w angielskim klubie Newcastle United oraz w reprezentacji Maroka. Posiada także obywatelstwo włoskie.

## Kariera klubowa
Swoją karierę piłkarską Lazaar rozpoczął w klubie Raja Casablanca. W 2009 roku wyjechał do Włoch i został zawodnikiem klubu AS Varese 1910. W 2012 roku awansował do kadry pierwszego zespołu. 25 sierpnia 2012 zadebiutował w nim w Serie B w wygranym 2:0 domowym meczu z Ascoli Calcio. W Varese grał do 2014 roku. Na początku 2014 roku Lazaar przeszedł do US Palermo. Zadebiutował w nim 8 lutego 2014 w wygranym 1:0 domowym meczu z Padovą. W sezonie 2013/2014 awansował z Palermo z Serie B do Serie A.

## Kariera reprezentacyjna
W reprezentacji Maroka Lazaar zadebiutował 23 maja 2014 roku w wygranym 4:0 towarzyskim meczu z Mozambikiem, rozegranym w Faro.